# Mannix Román
Mannix Román (San Sebastián, 17 gennaio 1983) è un ex pallavolista portoricano.
Giocava nel ruolo di centrale.

## Carriera
La carriera di Mannix Román inizia nella stagione 2002, quando debutta nella Liga de Voleibol Superior Masculino con la maglia dei Caribes de San Sebastián, coi quali gioca per sei annate, raggiungendo due volte le finali scudetto, fino alla chiusura della franchigia; durante questo periodo fa inoltre una esperienza in Europa, giocando nella stagione 2004-05 nella Superliga spagnola col Málaga. Nella stagione 2008 si trasferisce così agli Indios de Mayagüez; nel 2012 debutta nella nazionale portoricana, vincendo due anni più tardi la medaglia d'argento ai XXII Giochi centramericani e caraibici.
Dopo aver giocato in prestito nel maggio 2014 ai Mets de Guaynabo per la sola Coppa del Mondo per club, nella stagione 2014 ritorna agli Indios de Mayagüez, dove gioca per quattro annate; con la nazionale vince la medaglia di bronzo al campionato nordamericano 2015 e quella d'argento alla Coppa panamericana 2017. Partecipa poi alle Qualificazioni nordamericane alla Challenger Cup 2018, dove vince ancora un argento, annunciando il proprio ritiro dalla pallavolo giocata al termine del torneo.

## Palmarès

### Nazionale (competizioni minori)
- Giochi centramericani e caraibici 2014
- Coppa panamericana 2017

### Premi individuali
- 2013 - Liga de Voleibol Superior Masculino: All-Star Team
- 2014 - Liga de Voleibol Superior Masculino: All-Star Team
- 2014 - Coppa Panamericana: Miglior centrale
- 2014 - Liga de Voleibol Superior Masculino: All-Star Team
- 2015 - Liga de Voleibol Superior Masculino: All-Star Team
- 2017 - Qualificazioni nordamericane al campionato mondiale 2018: Miglior centrale